# Uniformi di Star Trek

Il concept originale dell'uniforme della Flotta Stellare indossata dal Capitano Christopher Pike era diverso da quello che alla fine divenne il design standard. Gli uomini indossano dolcevita a coste e le donne in varianti con girocollo. Entrambi avevano una giacca grigia

Le uniformi di Star Trek sono i costumi indossati dagli attori che impersonano il personale dell'organizzazione fittizia Flotta Stellare nel franchise di fantascienza Star Trek. Il costume design cambiava spesso tra le varie serie televisive e i film, in particolare quelli che rappresentano periodi di tempo diversi, sia per l'aspetto sia per il comfort. Il cambiamento degli stili delle uniformi delle varie serie è stata occasionalmente utilizzata per migliorare il senso di viaggi nel tempo o universi alternativi.

## Gradi e distintivi
Il sistema di classificazione dell'universo di Star Trek assomiglia a quello della Marina degli Stati Uniti e di molte marine del Commonwealth, in contrasto con altri franchise di fantascienza che utilizzano un sistema basato sui gradi dell'esercito. Nella serie originale (in inglese The Original Series, abbreviato dai fan TOS) e nel primo film, i gradi sono indicati da strisce sulla manica. Sebbene questi fossero originariamente progettati per seguire il modello della Marina e della Guardia Costiera degli Stati Uniti, per evitare un aspetto eccessivamente appariscente o militaristico il modello è stato modificato. Quindi i distintivi di un capitano della Flotta Stellare assomigliano a quelle di un tenente comandante della marina, i distintivi di un comandante assomigliano a un tenente della marina e così via, fino a un guardiamarina che non indossa insegne sulle maniche.
Nei film successivi basati sulla serie originale, i gradi sono indicati da spille sulla tracolla e sulla manica sinistra. Questi sono simboli unici per ogni grado come quelli indossati universalmente dagli ufficiali in tutti i rami delle forze armate statunitensi.
Nella maggior parte delle serie televisive successive, i gradi sono indicati da un numero variabile di pallini (pips) dorati o neri indossati sul colletto dell'uniforme. Questi seguono più da vicino lo schema dell'ufficiale di marina, con pallini dorati che equivalgono a una striscia intera e pallini neri che equivalgono a una mezza striscia.
Il grado, e in particolare le varie insegne nella serie originale, hanno causato molta confusione. In effetti, questa confusione ha portato a un errore di produzione nella prima stagione dello show. Il costumista, William Theiss, aveva notato che negli episodi precedenti c'era personale di un'altra nave che indossava insegne differenti. Dato che questo era avvenuto così presto nella produzione di Star Trek, Theiss ha interpretato le diverse insegne col fatto che ogni singola nave stellare avesse i propri distintivi e ha creato un design unico per la USS Exeter, nell'episodio Le parole sacre. Prima che l'episodio andasse in onda, Bob Justman, produttore della serie, stava rivedendo il filmato dell'episodio e notò l'anomalia del costume. Bob si consultò con Gene Roddenberry che chiarì che tutto il personale delle astronavi deve indossare le insegne Delta come si vede sull'uniforme dell'equipaggio dell'Enterprise. A quel punto era troppo tardi per correggere l'errore, ma Bob inviò un promemoria sottolineandolo, affermando che in futuro tutto il personale delle astronavi dovesse indossare i distintivi Delta. Un promemoria ha poi chiarito che i diversi distintivi visti nell'episodio Il naufrago delle stelle erano una designazione per marinai mercantili o personale mercantile. Più avanti nella serie, infatti, il simbolo Delta è rimasto coerente per tutto il personale della flotta, come si vede in Corte marziale e La ragnatela tholiana.
Sfortunatamente, questo singolo errore di produzione ha causato molta confusione all'interno della comunità dei fan, così come un altro errore di produzione decenni dopo. Esiste una teoria dei fan secondo cui ogni nave ha i suoi distintivi unici e che la Flotta Stellare ha adottato universalmente il simbolo Delta solo in onore dell'Enterprise di ritorno dalla sua missione di esplorazione quinquennale. Questa teoria ha anche portato a un errore di produzione nell'episodio In uno specchio oscuro di Star Trek: Enterprise, dove vediamo cosa succede alla perduta USS Defiant apparsa per la prima volta nell'episodio della serie originale La ragnatela tholiana. Anche se in quell'episodio vediamo l'equipaggio della Defiant indossare i distintivi Delta, i costumisti di Star Trek: Enterprise hanno creato nuovi distintivi unici per le uniformi del personale della nave.
Durante l'era della serie originale, sono presenti sei distintivi di servizio:
- Distintivi di servizio dell'astronave
- Distintivi di servizio per veicoli spaziali (flotta ausiliaria/marina mercantile)
- Distintivi di servizio dell'avamposto
- Distintivi di servizio dei cadetti
- Distintivi di servizio della base stellare
- Distintivi del comando della flotta

Il commodoro Matt Decker, mentre è al comando della USS Constellation (episodio La macchina del giudizio universale), ha un distintivo a forma di "salatino". In qualità di commodoro, Decker è un ufficiale di bandiera e la Constellation è la sua nave ammiraglia. È l'unico ufficiale di bandiera che possiamo vedere al comando permanente di una nave stellare, quindi indossa un distintivo per denotare il suo status unico.

### Sezioni
In tutte le serie e i film del franchise il personale si divide in tre (o quattro) sezioni, o divisioni, per inquadrare il ruolo dell'ufficiale/sottufficiale/marinaio. Caratterizza ogni sezione il simbolo sul "delta" della Flotta portato da tutti i membri all'altezza del cuore.
Sezione comando
È quella a cui appartiene il personale, appunto, di comando: dall'ammiraglio di flotta al capitano di un vascello ai primi ufficiali. I giovani guardiamarina più promettenti di questa divisione venivano spesso dirottati al ruolo di timoniere. Il simbolo di questa sezione è una stella a cinque punte con la punta superiore allungata.
Sezione operazioni
A questa sezione appartiene il personale tecnico e della sicurezza. A metà degli anni 2270, la sezione si è divisa in due, con colori di uniforme differenti: operazioni e sicurezza. Il simbolo di questa divisione è una specie di spirale a sei lati che ricorda vagamente una chiocciola.
Sezione scienze e medicina
A questa divisione appartengono i medici, gli psicologi (i consiglieri di bordo) e gli scienziati in generale. In alcune film e serie TV le due sottosezioni sono separate. Il simbolo di questa sezione è un cerchio che racchiude un'ellisse; quando la sottosezione medica è separata, il suo simbolo è una croce greca.
Caratteristica peculiare di ogni sezione, oltre al simbolo sul combadge, è il colore dell'uniforme o di parte di essa, come si vedrà più avanti.

### Ammiragli e ufficiali
Come già accennato, i ranghi della Flotta Stellare sono analoghi a quelli delle marine di provenienza anglosassone (US Navy e Royal Navy). Nelle tabelle seguenti vengono riassunti i gradi della Flotta visti nelle varie serie del canone, paragonandoli con l'analogo grado delle forze armate italiane.

#### Ufficiali di bandiera
| Grado Flotta Stellare | in inglese    | analogo Marina it.                           | analogo Esercito it.                              |
| --------------------- | ------------- | -------------------------------------------- | ------------------------------------------------- |
| Ammiraglio di flotta  | Fleet Admiral | Ammiraglio                                   | Generale                                          |
| Ammiraglio            | Admiral       | Ammiraglio di squadra con incarichi speciali | Generale di corpo d'armata con incarichi speciali |
| Viceammiraglio        | Vice Admiral  | Ammiraglio di squadra                        | Generale di corpo d'armata                        |
| Retroammiraglio       | Rear Admiral  | Ammiraglio di divisione                      | Generale di divisione                             |
| Commodoro             | Commodore     | Contrammiraglio                              | Generale di brigata                               |

Ammiraglio di flotta
È il comandante in capo della Flotta. Un solo ufficiale in servizio ha questo grado, e lo mantiene fino alle dimissioni o al pensionamento.
Ammiraglio
Gli ufficiali con questo rango assistono l'ammiraglio di flotta; il grado è conferito anche per motivi di merito e/o anzianità, pur senza compiti di comando.
Viceammiraglio
Il viceammiraglio lavora nell'amministrazione della Flotta e/o comanda flotte di navi stanziate nei vari settori della Federazione. Kirk raggiunge questo rango. Gli ufficiali da viceammiraglio in su appartengono sempre alla sezione comando.
Retroammiraglio e commodoro
Lavorano in genere "sul campo", ossia non in compiti di ufficio ma al comando di missioni, di settori dello spazio federali o di flotte di navi; in particolare, il commodoro può assumere il comando di una nave a capo di una flotta di medie dimensioni, o anche di una grande stazione spaziale.

#### Ufficiali
| Grado Flotta Stellare | in inglese                | analogo Marina it.       | analogo Esercito   |
| --------------------- | ------------------------- | ------------------------ | ------------------ |
| Capitano di flotta    | Fleet Captain             | -                        | -                  |
| Capitano              | Captain                   | Capitano di vascello     | Colonnello         |
| Comandante            | Commander                 | Capitano di fregata      | Tenente colonnello |
| Tenente comandante    | Lieutenant commander      | Capitano di corvetta     | Maggiore           |
| Tenente               | Lieutenant                | Tenente di vascello      | Capitano           |
| Tenente junior        | Lieutenant (junior grade) | Sottotenente di vascello | Tenente            |
| Guardiamarina         | Ensign                    | Guardiamarina            | Sottotenente       |

Capitano
Vero protagonista della Flotta, è l'ufficiale a comando dei vascelli di grande stazza. A questo grado vengono promossi i comandanti della sezione comando, raramente quelli di altre sezioni (per puro merito ma "senza poltrona", ossia senza vascello da comandare); più spesso, un comandante delle sezioni non di comando (operazioni, scienze, medicina) viene promosso direttamente al grado di commodoro o di retroammiraglio (è il caso, ad esempio, di Geordi La Forge e della dottoressa Beverly Crusher). Il capitano è l'unico ufficiale che si trova sempre e solo in una nave stellare (esclusi ovviamente quelli senza poltrona) o eccezionalmente a comando di una stazione (come Benjamin Sisko); tutti i gradi inferiori, invece, possono trovarsi anche nelle stazioni spaziali o negli uffici amministrativi della Flotta. A un capitano con particolare esperienza e/o grandi meriti viene conferito il rango di capitano di flotta; in genere esso è al comando, oltre del proprio vascello, anche di un piccolo gruppo di navi.
Comandante
In genere è il Primo Ufficiale di un vascello di grande stazza, oppure ufficiale a comando di una stazione spaziale, o di un vascello di media stazza. È inoltre il massimo grado a cui può aspirare un ufficiale delle sezioni non di comando. Ha il grado di comandante o di tenente comandante l'ufficiale medico capo di un vascello. Tutti gli ufficiali non di plancia delle sezioni non di comando devono necessariamente possedere questo grado per comandare il vascello in assenza del capitano, del Primo e del Secondo Ufficiale e dei restanti ufficiali di plancia.
Tenente comandante
In una nave di grande stazza, gli ufficiali con questo rango ricoprono importanti ruoli, fra i quali, ad esempio, Secondo Ufficiale, Capo Operazioni, Direttore di macchina e altro. Può comandare un vascello di piccola stazza (ad esempio la Defiant). Gli ufficiali con questo grado appartengono quasi sempre alle sezioni non di comando; un tenente comandante fa parte della sezione comando solo nel caso in cui sia a comando (Worf nella Defiant) o sia Primo Ufficiale (Chakotay nella Voyager, Una Chin-Riley nella USS Enterprise di Pike) di un vascello, o lavori in un ammiragliato (Elizabeth Shelby).
Tenente
Ufficiali con questo grado, molto frequenti nei vascelli della Flotta, hanno ruoli cruciali: Capo della sicurezza, Ufficiale scientifico, Ufficiale tattico, Ufficiale medico. È l'unico grado che non appartiene praticamente mai alla sezione comando: uniche eccezioni avvengono nel caso di timonieri di estrema abilità ed esperienza, come lo sono Sulu nella serie originale e Hawk in Primo contatto.
Tenente junior e guardiamarina
I neo-diplomati all'accademia con spiccate doti di comando vengono quasi sempre dirottati al ruolo di timoniere di un vascello, anche se quest'ultimo ruolo può essere svolto da un membro della sezione Operazioni di rango superiore (come la tenente Keyla Detmer di Star Trek: Discovery); dopo un anno circa, i guardiamarina vengono promossi al grado di tenente junior e dirottati alle altre sezioni, oppure rimanere nella sezione comando come timonieri. I guardiamarina delle divisioni non di comando mantengono quasi sempre la stessa sezione per tutta la carriera.

### Sottufficiali
Capi
I sottufficiali capi non sono mai stati definiti precisamente dalle varie produzioni di Star Trek. L'unico capo a cui si è dato un preciso grado è Miles O'Brien. I capi non sono diplomati all'Accademia della Flotta ma hanno determinate specializzazioni (ingegneria, infermeria etc); sono ovviamente subordinati a un guardiamarina, ma in alcuni casi possono essere superiori, nella catena di comando, anche a un tenente: è proprio il caso di O'Brien che, da capo anziano (Senior Chief petty officer) e ingegnere, svolgeva l'importante ruolo di Capo Operazioni della stazione Deep Space Nine, e solo l'ufficiale al comando della stazione, nonché il Primo e il Secondo Ufficiale, potevano impartirgli ordini diretti. Presumibilmente esistono capi di rango superiore a quello di O'Brien (nonché uno inferiore), ma finora non sono mai apparsi nelle serie TV e nei film.
Sottufficiali inferiori e di truppa
Sono comparsi invece i sottufficiali inferiori, i petty officer di first, second e third class (tradotti semplicemente come "sottufficiali" di prima, seconda e terza classe), ossia i sottocapi (detti "graduati" nell'Esercito) italiani, mentre fra quelli di truppa l'unico grado spesso menzionato è il crewman, ossia il "comune" della Marina italiana (seaman in quelle anglosassoni) o "caporale" nell'Esercito, nel doppiaggio italiano semplicemente tradotto con "marinaio".

## Serie classiche
I modelli originali delle uniformi sono il prodotto del designer William Ware Theiss. Le divise della serie originale consistevano in un top colorato e pantaloni scuri, con variazioni significative tra i modelli utilizzati negli episodi pilota e il resto della serie.

### Episodio pilota
Le prime uniformi, come si vedono nell'episodio pilota Lo zoo di Talos (il filmato è stato anche riutilizzato in un episodio successivo, L'ammutinamento) e di nuovo nel secondo pilota Oltre la galassia, sono in qualche modo diversi dall'uniforme della Flotta Stellare vista nel resto della serie originale. Il concetto originale utilizzava un colletto doppio a coste dello stesso colore della maglia per gli uomini, con una variazione del collo per le donne, ciascuna in tre colori: oro, beige ("sabbia"), e azzurro.
Gli ufficiali del primo episodio pilota di Star Trek, Lo zoo di Talos, indossavano un'unica striscia sulla manica in oro e nei dialoghi venivano usati solo i gradi di ufficiale di "tenente" e "capitano". Era visibile anche un "capo", ma che indossava una striscia sulla manica diversa, composta da due linee sottili che circondano il polsino, con una linea ondulata d'oro che appariva sopra e sotto queste linee. I personaggi chiamati "equipaggio" non indossavano insegne sulla manica. Nel primo espisodio pilota, le divise includevano anche cappotti grigi con strisce di grado argento sulle maniche, indossati in missioni in trasferta e identici per uomini e donne, e un berretto grigio opzionale. Nel secondo episodio pilota, Oltre la galassia, la maggior parte degli ufficiali indossava di nuovo una sola striscia; il capitano James T. Kirk indossava due strisce.
Gli indicatori di grado utilizzati negli episodi pilota e nella serie principale differivano perché il creatore Gene Roddenberry e il designer del guardaroba William Ware Theiss non avevano ancora elaborato un sistema coerente per i segni degli indicatori di grado ufficiale sulle uniformi. Questo sarebbe invece apparso dopo il secondo episodio pilota.

### Star Trek: serie originale

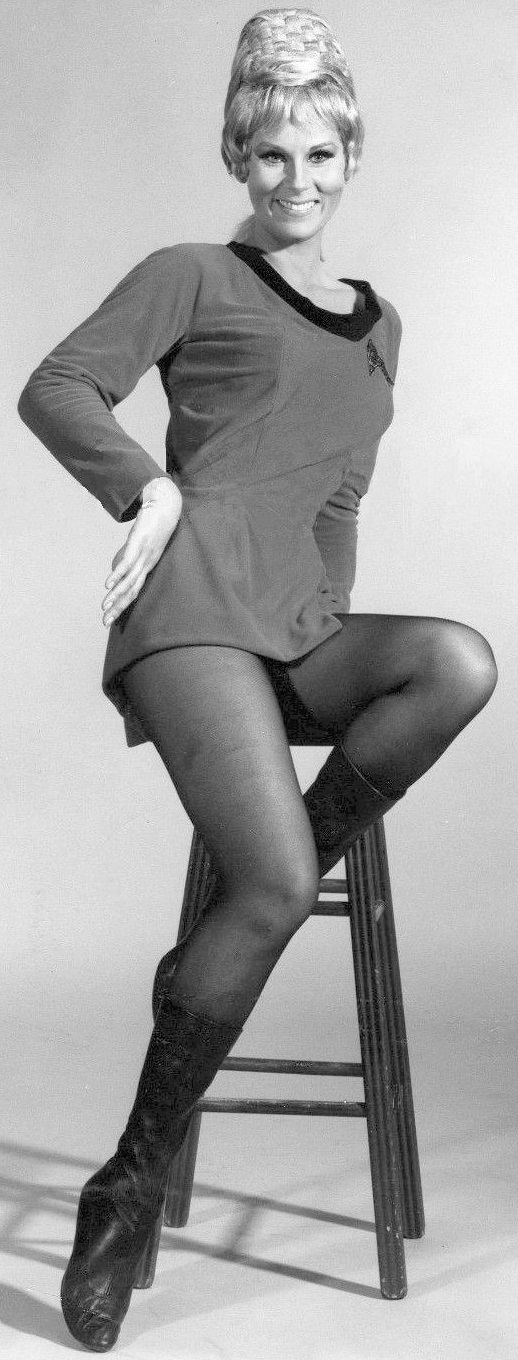
Uniforme femminile a minigonna

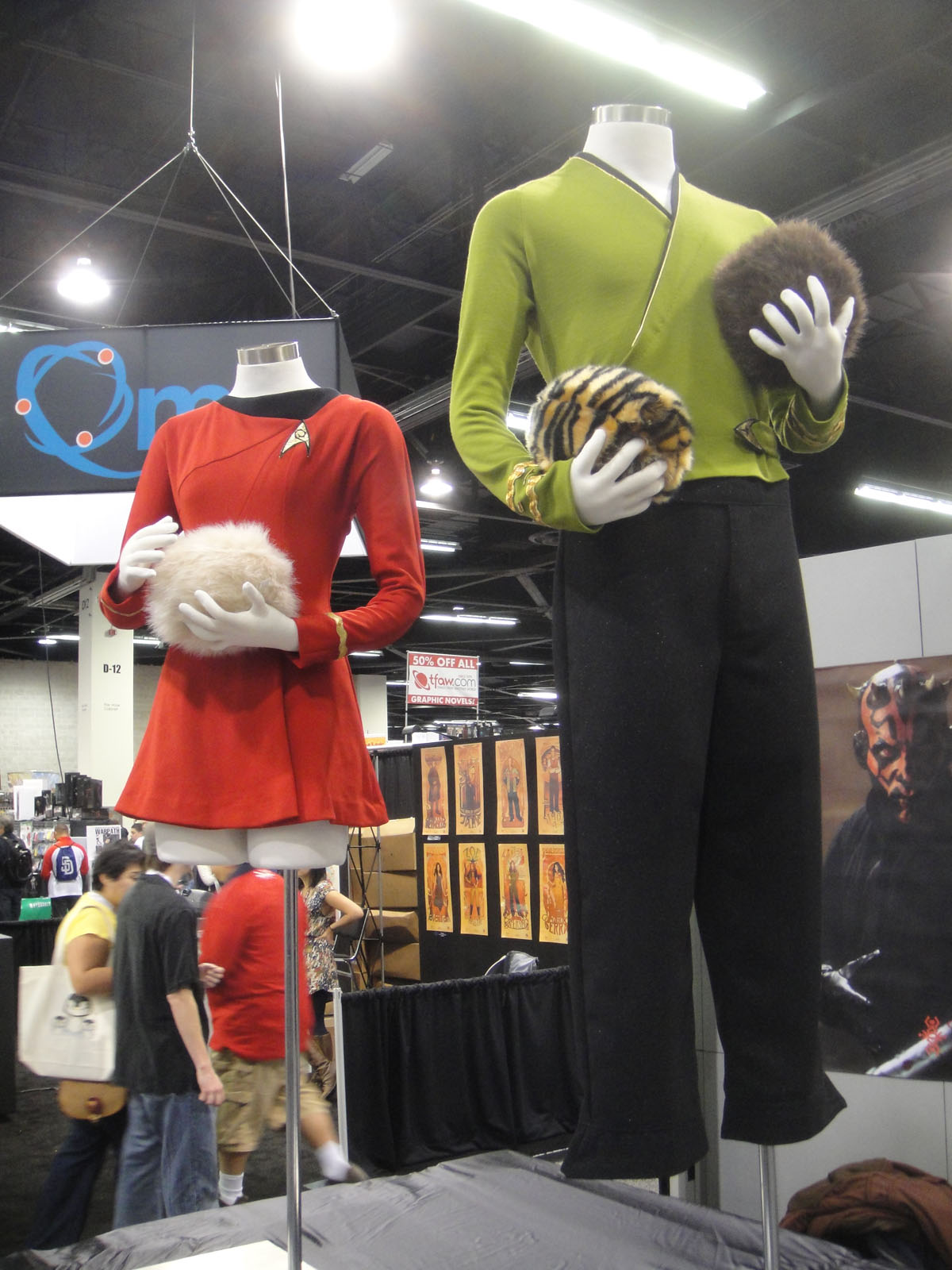
Esempi di uniforme dalla serie originale

Il materiale dell'uniforme originale era il velour. Questo è stato utilizzato nella prima e nella seconda stagione perché era economico e di facile manutenzione, ma si restringeva dopo essere stato lavato a secco e si strappava facilmente. È stato sostituito nella terza stagione da un tessuto di nylon utilizzato per le divise da baseball professionistiche. Maglie di colore diverso venivano indossate con pantaloni grigio scuro – che apparivano neri in televisione – per gli uomini.
Mentre i due episodi pilota ritraggono donne che indossano pantaloni, la maggior parte del personale femminile della Flotta Stellare indossa costumi più rivelatori dopo una richiesta della NBC; Grace Lee Whitney suggerì la minigonna. William Shatner ha osservato che Star Trek, "per la felicità di tutti gli uomini sul set, ma anche di tutto il mondo, vanta le gonne più corte di qualsiasi serie televisiva tradizionale". Abiti corti come minigonne (degli stessi materiali e colori delle maglie) con biancheria intima come quella delle cheerleader e collant scuri erano indossati dalle donne. Gli stivali neri erano indossati da entrambi i sessi. Nichelle Nichols non credeva che le minigonne fossero insolitamente corte o rivelatrici:
In alcune occasioni, i personaggi indossavano alte uniformi (nella serie originale mostrato per la prima volta in L'ammutinamento e successivamente utilizzate in Corte marziale, Spazio profondo, Viaggio a Babel e Sfida all'ultimo sangue) che sono fatte di un tessuto più lucido, presumibilmente un raso di poliestere, e sono decorati con profili dorati e distintivi colorati che variano a seconda del grado. L'uniforme di Montgomery Scott, in particolare quella vista in Sfida all'ultimo sangue, include un tartan scozzese. Nello specifico, è il tartan del Clan Scott, uno dei clan più antichi della Scozia. Sono state indossate anche tute degli stessi colori con canottiere nere, per lo più da personaggi di sfondo.
A partire dal primo episodio della serie regolare Trappola umana, i colori dei reparti sono stati leggermente modificati rispetto alle versioni dell'episodio pilota: comando e personale del timone indossano magliette dorate; il personale operativo, tecnico e di sicurezza è vestito di rosso; il personale medico e scientifico si veste di blu, tutti con colletti neri. Le maglie della Sezione Comando più comunemente usate erano in realtà di colore verde chiaro, ma sembravano essere di un colore giallo dorato sia sotto le luci usate sul set che nella pellicola. Nelle serie successive, il colore oro è stato canonizzato nei dialoghi. Tuttavia, alcune divise – le camicie alternative indossate dal capitano Kirk e le uniformi della sezione comando – erano fatte di un materiale diverso che, pur essendo dello stesso colore, si mostrava verde chartreuse anche sotto le luci e quando fotografato. Le magliette verdi (viste in Animaletti pericolosi, Il naufragio delle stelle e La galassia in pericolo) possono avere le strisce a indicare il grado sulle maniche o sul colletto (Il duplicato), e presentano sempre la toppa di assegnazione Enterprise vicino alla vita come chiusura per cintura.
Le strisce di grado attorno ai polsini erano ancora utilizzate per mostrare il grado, sebbene fossero stati introdotti più livelli per differenziare i gradi e quindi identificare i personaggi. Per la maggior parte dei personaggi sono stati utilizzati due tipi di strisce: una piena e una punteggiata; il design a strisce solide sembra seguire il design della striscia "capo" di The Cage. Il capitano Kirk indossava due strisce piene con una striscia tratteggiata tra le due, i comandanti (come Spock) indossavano due strisce, i tenenti comandanti (come Scott e McCoy) indossavano una striscia piena e una striscia tratteggiata, i tenenti (come Uhura e Sulu, così come molti personaggi di sfondo) indossavano una striscia, mentre guardiamarina (come Chekov e innumerevoli personaggi di sfondo) e tutto il personale arruolato non avevano affatto strisce. Solo una volta è stato mostrato un grado per il tenente junior: un'unica striscia tratteggiata. I commodori, quando presenti, indossano un'ampia treccia d'oro con una striscia d'oro sopra e sotto, ma gli ufficiali principali non avevano una propria uniforme distinta. La frequente morte di agenti di sicurezza in uniforme rossa ha portato alla coniazione del termine popolare "maglia rossa".

### Star Trek: la serie animata
Sulla base del successo e della crescente popolarità di Star Trek in syndication, una versione animata della serie è stata prodotta dal 1973 al 1974. Le uniformi raffigurate in questa serie corrispondevano in generale a parametri e aspetto di quelli utilizzati nelle serie live action. La percezione da parte dei fan che le divise di comando fossero gialle/dorate anziché verdi, grazie all'illuminazione del set e ad altri fattori, ha portato i produttori a impegnarsi per un colore dorato definitivo per l'animazione. Le divise dei comandi sono rimaste verdi per abbinare i colori percepiti rappresentati dalla serie live action. Tuttavia, i pantaloni dell'uniforme erano colorati di grigio per abbinarsi al tessuto effettivo utilizzato nella serie live action in contrasto con il nero che sembravano essere durante le riprese.

## Film tratti dalla serie originale
I piani originali per la serie televisiva interrotta Star Trek: Phase II prevedevano il mantenimento delle uniformi della serie originale, ma quando il progetto è diventato "The Motion Picture", sono stati sostituiti i costumi originali da un nuovo design. Robert Fletcher ha continuato questo sistema quando ha disegnato le divise per il film Star Trek.

### Star Trek(film 1979)
Il film ha diversi stili di uniformi, tra cui tute intere, camicia e pantaloni abbinati e tuniche con bottoni o fascia intorno alla vita. Tutte le varianti dell'uniforme includono scarpe ("coperture per i piedi") integrate nei pantaloni. Alcune divise hanno maniche corte, mentre altre sono a maniche lunghe, con colletto con scollo a V o ribaltabile. Le uniformi sono disponibili in grigio, bianco, grigio e bianco, blu, marrone e beige.
Sull'Enterprise, il simbolo Delta rimane ancora il simbolo per tutti i membri dello staff, ma la stella allungata sostituisce il cerchio del dipartimento di scienze e la spirale a sei lati del dipartimento operativo. Le divisioni o gli incarichi di sezione sono indicati da un cerchio colorato dietro la punta del Delta, nonché dal colore dell'uniforme stessa: il rosso sta per l'ingegneria, il verde pallido per la medicina, l'arancione per la scienza, il bianco per il comando, l'oro pallido per le operazioni e il grigio per la sicurezza.
La maggior parte delle uniformi del primo film includeva anche un dispositivo di monitoraggio medico "perscan" (abbreviazione di personalscanner), menzionato nel romanzo di Gene Roddenberry di "The Motion Picture", che appare sulle divise nella posizione in cui ci si aspetterebbe di vedere una fibbia della cintura.
Il grado è indicato da trecce sulle maniche lunghe o sulle spalline, identiche a quelle della serie originale. Tuttavia, in una deviazione dalla serie TV, viene indicato un nuovo grado di guardiamarina, come una treccia puntinata attorno alle maniche e sulle spalline; nella serie originale non c'erano indicatori di rango di guardiamarina di alcun tipo. I sottufficiali indossano un quadrato dorato cavo sulle spalline ma non sulle maniche. Vengono mostrati nuovi distintivi di grado per ammiragli, a forma di tre solide trecce affiancate, seguite da un'altra solida treccia da sola, con una stella a 8 punte sulle spalline. Ci sono meno strisce rispetto alle uniformi della Marina degli Stati Uniti, perché quattro strisce per un capitano sarebbero sembrate "troppo militaristiche", riflettendo l'idea di Roddenberry sul fatto che il ruolo della Flotta Stellare non doveva essere espressamente militare.
Le guardie di sicurezza indossano uniformi bianche con elmetti marrone e corazze. Gli ingegneri indossano spesse tute spaziali bianche con grandi colletti neri a coste.
In The Making of "Star Trek: The Motion Picture", Susan Sackett e Gene Roddenberry hanno scritto che le divise erano state ridisegnate perché i colori vivaci dell'originale degli anni 1960, così vivaci in televisione, avrebbero distratto l'attenzione dello spettatore sul grande schermo. I modelli si erano rivelati impopolari tra coloro che li indossavano e quando assunse il ruolo di produttore dei film, Harve Bennett ordinò il ridisegno delle uniformi perché non voleva "un equipaggio tutto grigio su una nave tutta grigia".

### Film daStar Trek II: L'ira di KhanaGenerazioni
Fletcher ha ridisegnato i costumi per Star Trek II: L'ira di Khan. Questo design è utilizzato nei film seguenti, fino a Generazioni, e le variazioni appaiono in alcune scene di flashback di Star Trek: The Next Generation e Star Trek: Voyager. In questa versione, gli ufficiali della Flotta Stellare indossano distintivi di grado sulla tracolla e sulla manica sinistra appena sopra la fascia da braccio. Una barra di servizio è indossata appena sotto la spilla della manica, a indicare per quanto tempo l'ufficiale ha prestato servizio nella Flotta Stellare con incrementi di cinque e dieci anni.
La seconda uniforme dell'era del cinema consiste in una giacca doppiopetto bordeaux ("sangue") con una striscia nera lungo un meccanismo di chiusura (gli ammiragli avevano anche strisce dorate più piccole sotto, il numero dipende dal grado), con un cinturino colorato sopra la spalla destra per chiudere la maglia, a cui è attaccata una spilla. Tutte le uniformi includono i distintivi a punta di freccia della stella di comando proveniente dalla serie originale, ora adottate come emblema della Flotta Stellare, sul petto a sinistra; gli ufficiali hanno un pezzo rettangolare bianco dietro la punta della freccia, mentre il personale arruolato no. I personaggi indossano anche una cintura nera con una fibbia a forma di punta di freccia della Flotta Stellare in un cerchio, completa di stella di comando della serie originale.
I dipartimenti sono indicati dal colore della tracolla, del bracciale e della maglietta, anziché dai distintivi. I colori includono il bianco per il comando; oro per ingegneria; grigio per scienza, comunicazione e navigazione; verde scuro per la sicurezza; verde chiaro per uso medico; blu scuro per le operazioni; azzurro per servizi speciali; e rosso per ufficiali di basso grado e cadetti ufficiali. Tutte le divise degli ufficiali hanno una striscia colorata di divisione sui pantaloni o sulla gonna che si abbina alla tracolla e alla barra di servizio, con l'eccezione del ramo di comando, le cui strisce sono rosse, anziché bianche. Invece delle coperture per i piedi integrate nei pantaloni, questo modello uniforme aveva stivali neri la cui tomaia era alta otto o dieci pollici. Questo costume è stato soprannominato uniforme "The Monster Maroon" a causa della difficoltà che i fan spesso incontravano nel duplicarlo.
Un giubbotto "bomber" alternativo è stato indossato da Kirk e Scott, così come dall'ammiraglio Morrow (Star Trek III: Alla ricerca di Spock, Rotta verso la Terra, Star Trek V: L'ultima frontiera). Negli anni successivi Scotty si toglieva spesso del tutto la giacca, semplicemente indossando un gilet nero, con numerose tasche utili per un ingegnere, con la sua canottiera. La stessa maglia di Scotty è incoerente: indossa una maglietta bianca (coerente con il suo grado di capitano) con il giubbotto o il bomber, ma una dorata (usata dall'equipaggio di ingegneria) con la sua tunica di servizio formale.
Il personale di sicurezza e quello tecnico indossano rispettivamente armature e tute antiradiazioni, simili a quelle indossate in "The Motion Picture", sebbene le guardie di sicurezza indossino un'uniforme rossa a collo alto sotto ( Rotta verso l'ignoto). Le tute per radiazioni ingegneristiche hanno un colletto colorato (L'ira di Khan): il nero indica l'ufficiale, il rosso indica il cadetto. C'è anche una giacca da campo per le missioni in trasferta con diverse grandi tasche, toppe sulle braccia, costine bianche e un ampio collo a risvolto bianco. I cadetti della Flotta Stellare in L'ira di Khan indossano le stesse uniformi degli ufficiali, ma con magliette di un rosso acceso e una tracolla rossa invece di un reparto indicante.
Il personale arruolato indossa una tuta rossa di un colore simile all'uniforme dell'ufficiale, con spalle e parte superiore del torace marrone chiaro e magliette nere. I tirocinanti arruolati indossano la stessa uniforme, tranne che con una maglietta rossa anziché nera (L'ira di Khan).
Uniformi simili a questo stile sono mostrate nella serie televisiva Star Trek: The Next Generation, anche se senza il dolcevita o la cintura.

## Nuove generazioni

### The Next Generation
Gli ufficiali e i membri dell'equipaggio della Flotta Stellare visti in The Next Generation indossano una tuta con un distintivo comunicatore (o combadge, come veniva talvolta chiamato) sul petto sinistro e distintivi di grado sul lato destro del colletto. Le aree nere si vedono sulle spalle e sui pantaloni, e le maniche e la zona addominale delle divise sono colorate per indicare la divisione dell'individuo, con il rosso che indica comando e timone; oro ingegneria, sicurezza e operazioni; e blu scienza e medicina. I colori della divisione per il comando e le operazioni sono invertiti rispetto a quelli usati in Enterprise e serie originale, mentre il colore della divisione per la scienza è rimasto lo stesso. Nei primi episodi si possono vedere alcuni membri dell'equipaggio che indossano una versione tunica dell'uniforme con gambe nude e stivali (skant).
Beverly Crusher indossa spesso un camice da laboratorio blu sopra la sua uniforme standard, a partire dall'episodio Contaminazione. Il camice è stato ampiamente utilizzato per nascondere la gravidanza di Gates McFadden nella quarta stagione. Il blu tendeva ad apparire verde acqua in determinate condizioni di illuminazione nelle stagioni successive e nei successivi spin-off. In alcuni episodi delle stagioni successive, a partire da Darmok, Jean-Luc Picard a volte indossava un'uniforme diversa che consisteva in una camicia grigia con spalle e colletto neri a coste con un giubbotto bomber che era una tuta rossa con spalle a coste nere, spesso indossato aperto o allacciato molto liberamente. Le uniformi potevano essere dotate di tasche per trasportare tricorder e phaser tipo 2 in vita, e le prime versioni avevano una piccola tasca integrata sul lato sinistro della vita per trasportare un phaser di tipo 1 più piccolo per quando non si desiderava apparire armati. Le borse per attrezzi rimovibili sono state incorporate anche nelle divise utilizzate in Star Trek: Deep Space Nine e nei film dell'era The Next Generation, da Primo contatto in poi.
«Odiavamo le nostre tute spaziali. Non c'erano tasche al loro interno. Per quanto lo chiamino tessuto elasticizzato, lo spandex in quella configurazione non dà molto. Non nascondeva "niente".»

— LeVar Burton, sulle divise delle prime due stagioni.
Nelle prime stagioni dello spettacolo le divise erano tute intere realizzate in spandex e di dimensioni leggermente troppo piccole in modo che fossero allungate quando indossate e fornissero un aspetto liscio. Ma i membri del cast odiavano la vestibilità dolorosamente attillata dell'uniforme e la mancanza di tasche, e dopo che il chiropratico di Patrick Stewart ha avvertito che avrebbero rischiato lesioni permanenti, gli attori hanno ottenuto la sostituzione graduale con uniformi di lana. Le divise di lana, che la maggior parte dei membri del cast principale indossano dalla terza stagione in poi, sono in due pezzi (tunica e pantaloni) prive di bordini colorati le spalle e i bordi dei polsini delle gambe dei pantaloni e hanno un colletto rialzato. Il colletto della tunica ha un piping colorato simile a quello dell'originale piping della spalla a forma di diamante. Le uniformi in spandex hanno continuato a fare la loro apparizione in The Next Generation, solitamente indossate dalle comparse in varie scene. Queste sono stati successivamente modificate per mancare il piping sulle spalle e gli orli dei pantaloni e includono un colletto rialzato come misura di riduzione dei costi.
Gli ammiragli indossavano numerose varianti dell'uniforme nei primi anni di The Next Generation; un design finale è stato stabilito nella sesta stagione, caratterizzato da una giacca con profili dorati lungo una chiusura frontale centrata e punti di rango (che indicano il numero di "stelle"), in quadrati dorati su entrambi i lati del colletto.
L'uniforme The Next Generation, che ha continuato a essere utilizzata in Deep Space Nine e Voyager, è un mantello colorato avvolgente simile a una veste di un colore a divisione solida, fatta eccezione per le spalle nere. I bordi dei cappotti sono bordati in argento per ufficiali di campo e in oro per ufficiali di plancia.
Altri modelli di uniformi sono apparsi brevemente in singoli episodi, sempre seguendo il tema di un carrè della spalla colorato o differenziato. Gli esempi includono le uniformi dei cadetti in diversi episodi (incluso Il primo dovere). Il costume grigio da aspirante guardiamarina di Wesley Crusher non è mai stato identificato in modo specifico come un'uniforme, ma mostrava anche un design a carrè sulle spalle.
Theiss, il costumista della serie originale, tornò a disegnare le iniziali divise The Next Generation; segnarono il suo ultimo contributo al guardaroba di Star Trek prima della sua morte. I costumi adottati dalla stagione 3 in poi e i costumi delle serie successive furono disegnati da Robert Blackman.

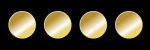
Distintivo da capitano in The Next Generation, Deep Space Nine, Voyager.

Durante tutte le serie ambientate nel XXIV secolo, per gli ufficiali viene utilizzato uno schema di distintivi coerente: una serie di semi d'oro, e tinta unita a contorno, portati sul colletto destro. Dopo la prima stagione di The Next Generation, uno schema coerente viene utilizzato anche per i distintivi degli ammiragli: una serie di cerchi dorati all'interno di un rettangolo nero con un bordo dorato indossato su entrambi i colletti.
Per la prima stagione di The Next Generation, gli ammiragli indossano un'insegna diversa, costituita da un triangolo o una striscia che ricorda una trama dorata lungo il colletto destro; uno o due semi d'oro a volte sono sotto la trama. Tre varianti sono visibili in Cospirazione: i distintivi dell'ammiraglio Quinn non hanno punti (presumibilmente era un commodoro), quelli dell'ammiraglio Savar ne ha uno (un retroammiraglio) e quello dell'ammiraglio Aaron ne ha due (viceammiraglio).
Un distintivo della Flotta Stellare è indossato sul petto sinistro: questo funge anche da comunicatore. Questo distintivo da combattimento è stato ridisegnato per il film Generazioni (l'unica parte sopravvissuta di una riprogettazione pianificata delle uniformi), sostituendo l'ovale con un trapezio con un ovale ritagliato al centro. Anche questo nuovo combadge è utilizzato in Deep Space Nine dalla terza stagione in poi e in Star Trek: Voyager.
I ranghi dei cadetti si vedono raramente, con l'eccezione delle varie visite di Wesley Crusher all'Enterprise in The Next Generation. Come appare in quei casi, si può supporre che i distintivi di un cadetto siano costituiti da una, due, tre o quattro barre di rame e nere. Si può anche supporre che se un cadetto ha una barra, ha un anno all'accademia, due barre per due anni e così via.
I ranghi dei sottufficiali non si vedono praticamente mai.

### Deep Space Nine
Deep Space Nine ha introdotto un nuovo stile di uniforme che sembrava funzionare in parallelo a quello visto su The Next Generation. La nuova divisa comprendeva un'unica tuta a collo aperto in due pezzi con le aree colorate e nere dell'uniforme The Next Generation invertite (busto/maniche/pantaloni neri e spalle colorate) con la parte superiore costituita da una giacca rimovibile insieme a una cerniera a vista, simile alle divise da cadetto The Next Generation. I colori della divisione utilizzano lo stesso schema The Next Generation, sebbene la divisione scientifica sia ora blu-verde. È stata aggiunta una maglietta intima a collo alto grigio-indaco, a cui sono apposti i segni di rango. I personaggi di Kira Nerys e Odo non indossavano uniformi della Flotta Stellare, poiché facevano parte della milizia bajorana. Per tutta la durata di Deep Space Nine, il personale della Flotta Stellare a bordo continua a indossare il vecchio modello dell'uniforme. Sisko indossava anche l'uniforme The Next Generation in alcune occasioni formali, durante il suo primo arrivo alla stazione Deep Space Nine (nell'episodio pilota della serie, L'emissario), e quando gli furono temporaneamente affidati gli incarichi di "Capo della sicurezza" per il quartier generale della Flotta Stellare sulla Terra (nell'episodio della quarta stagione, Paradiso perduto). Gli ammiragli hanno pure mantenuto lo stile The Next Generation. Un'uniforme simile a quella che appare nella serie Deep Space Nine può essere vista nell'episodio della terza stagione di The Next Generation, Questione di lealtà, indossata dall'alieno travestito da cadetto della Flotta Stellare. Le divise usate in Star Trek: Deep Space Nine avrebbero continuato a essere utilizzate fino all'episodio della quinta stagione, La scalata.
Dopo l'uscita di Primo contatto, il nuovo design dell'uniforme grigia presente nel film è apparso anche nella quinta stagione di Star Trek: Deep Space Nine ed è rimasto tale per il resto della serie. Tuttavia, la vecchia uniforme di tale serie appare altre quattro volte dopo l'introduzione del design in alcuni episodi della quinta stagione, indossata dal vero dottor Julian Bashir mentre è ancora intrappolato nel campo di internamento 371 così come in un episodio della settima stagione, in una fotografia e nelle scene di flashback dell'episodio finale della serie.
In Deep Space Nine viene mostrato il preciso simbolo per il grado di un sottufficiale capo (ingl. chief petty officer), Miles O'Brien: tre piccoli V con due puntini. In The Next Generation, per un errore della produzione, il capo O'Brien aveva due pallini d'oro (come un tenente).

### Generazioni
Nuove uniformi sono state progettate e realizzate per il film Generazioni, ma sono state abbandonate all'ultimo minuto. Queste includevano una chiusura sul lato destro del petto e un approccio leggermente più militarista con bande di grado sulle maniche (simili alle divise della serie originale) e un colletto colorato e la mancanza di una "W" nera sulla addome. I costumi per le donne membri dell'equipaggio erano diversi: invece della chiusura aggiuntiva, c'era una fascia nera più alta di quella vista in precedenza intorno alla vita. Tuttavia, Playmates Toys ha messo in vendita una serie di action figure che indossavano queste uniformi pianificate ma poi abbandonate. Generazioni invece vede l'equipaggio che indossa sia le uniformi di The Next Generation sia quelle di Deep Space Nine, a volte nella stessa scena (ad esempio, Worf e Riker nella battaglia contro lo sparviero delle sorelle Duras o Data e Geordi che scansionano l'Osservatorio di Amargosa alla ricerca del trilitio) mentre Jonathan Frakes e LeVar Burton hanno dovuto prendere in prestito rispettivamente i costumi di Avery Brooks e Colm Meaney poiché non c'era stato abbastanza tempo per crearne di nuove, mentre v'era stato per realizzare costumi in stile Star Trek: Deep Space Nine per adattarsi a Patrick Stewart e Brent Spiner. Tuttavia, Worf è l'unico personaggio maschile nella squadra di The Next Generation a non indossare l'uniforme di Deep Space Nine nel film, anche se in seguito si unirà alla squadra di Deep Space Nine nella quarta stagione della serie e nessuno dei personaggi femminili indossa l'uniforme Star Trek: Deep Space Nine nel film, tranne Alyssa Ogawa. Stranamente, Picard indossa una cintura nera intorno alla vita mentre indossa l'uniforme Star Trek: Deep Space Nine.
Nel prosieguo del film, alcuni personaggi iniziano ad alternare le uniformi The Next Generation e Star Trek: Deep Space Nine e talvolta a tornare alle vecchie uniformi The Next Generation (per esempio, Picard indossa la vecchia uniforme nell'ultima scena del film). Ciò fungerebbe da introduzione del nuovo design come abbigliamento standard a bordo della nave per Star Trek: Voyager.
Per tutti i tipi di uniformi è stato introdotto anche il nuovo stile combadge (con il precedente sfondo ovale dorato sostituito da uno sfondo dorato rettangolare con un ritaglio al centro). Questo combadge è stato successivamente adottato per Star trek: Deep Space Nine (all'inizio della sua terza stagione) e Star Trek: Voyager.

### Voyager
L'equipaggio di Star Trek: Voyager usa le stesse uniformi viste nei primi episodi di Deep Space Nine per tutta la durata della serie. Poiché erano bloccati nel Quadrante Delta e fuori contatto con la Flotta Stellare, l'equipaggio della USS Voyager non è mai passato all'uniforme aggiornata vista negli episodi successivi di Deep Space Nine e negli ultimi tre film di The Next Generation; hanno continuato a usare le vecchie divise di Deep Space Nine, anche se nell'episodio Il messaggio in bottiglia il medico olografico modello II indossa la successiva divisa grigia di Star Trek: Deep Space Nine e dei film The Next Generation. Il personale della Flotta Stellare nel Quadrante Alpha indossa questa uniforme anche nelle stagioni successive della serie, quando la Voyager ristabilisce i contatti con casa. L'equipaggio indossa anche le uniformi in stile The Next Generation.
B'Elanna Torres viene talvolta vista indossare un soprabito sopra la sua uniforme normale che corrisponde ai colori della sua uniforme normale, ma ha una tasca sul lato destro del petto per trasportare piccoli attrezzi. La giacca è stata aggiunta per nascondere la gravidanza dell'attrice Roxann Dawson nella quarta stagione. Lo ha indossato di nuovo durante la gravidanza del personaggio nella settima stagione, a partire dall'episodio Q2.

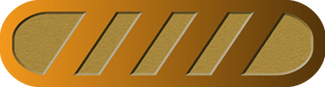
Distintivo ipotetico di capitano provvisorio.

Voyager utilizzava il nuovo “stile commbadge” e introdusse insegne di grado "provvisorie" che consistevano in un ovale smaltato bordato di metallo dorato nel colore del ramo del membro dell'equipaggio con barre diagonali nere o dorate per indicare il grado invece dei tradizionali semi. I gradi provvisori erano indossati dai Maquis membri dell'equipaggio della Voyager, poiché non erano idonei a indossare i gradi ufficiali della Flotta Stellare. Tutti i gradi fino al tenente comandante (grado assunto da Chakotay) sono apparsi sullo schermo; The Star Trek Encyclopedia li ha mostrati tutti analoghi al normale sistema di classificazione. Una barra diagonale nera è uguale a un seme nero e una barra diagonale dorata è uguale a un seme d'oro (esempio: un ovale smaltato giallo con una barra nera e due barre d'oro indica un tenente comandante, che normalmente è indicato da un seme nero e due semi d'oro).
Anche l'equipaggio a bordo della USS Equinox usa le stesse uniformi viste nei primi episodi di Deep Space Nine poiché sono anch'essi bloccati nel Quadrante Delta e fuori contatto con la Flotta Stellare (Equinox).
Gli ufficiali del 29º secolo nell'episodio di Voyager Equinox indossano chevron insegne sul colletto (indossate in una linea orizzontale come i semi e orientata in avanti verso il colletto). Il capitano Braxton indossa quattro galloni d'oro (equivalenti a quattro semi d'oro) e il tenente Ducane indossa due galloni d'oro (equivalenti a due semi d'oro). Le nuove insegne della Flotta Stellare sono un inserto a forma di diamante d'argento con un simbolo d'oro "Punta di freccia" rivolto a sinistra; questo è probabilmente un comunicatore combinato e un faro temporale. Le tuniche hanno un tessuto trapuntato in colore ramo sulla spalla e sulla manica destra (blu per comando, marrone oliva per operazioni e grigio per scienze) e profili color ramo sul bordo dello sprone della spalla.
Nell'episodio Testimone oculare è stato mostrato che l'equipaggio indossava magliette nere con un collo alto (stile dolcevita) invece del solito grigio - magliette indaco con colletto basso, senza combadge o insegne di grado, mentre alcuni indossavano guanti neri incluso il capitano Kathryn Janeway. Questo nel contesto di documenti storici che affermavano erroneamente che l'equipaggio della Voyager aveva agito in modo maligno, fino a quando non fu corretto dal Dottore, che fu riportato in vita 700 anni nel futuro dopo che una "reliquia" (contenente una copia di backup del suo programma) fu scoperta tra i rottami e il suo programma venne recuperato.

### Film a partire daPrimo contattoe stagioni finali diDeep Space Nine
Primo contatto introduce un nuovo stile di uniformi adottare in Deep Space Nine. Questa divisa presenta una sottotunica a collo alto colorato (con la stessa livrea dipartimentale delle precedenti serie) coperta da una giacca nera con bande colorate sulla parte inferiore delle maniche vicino ai polsini che mostrano la sezione di chi la indossa, le cui spalle e parte superiore del torace sono a costine e realizzate di materiale spesso, grigio violaceo. Come le ultime due divise, il distintivo/comunicatore è indossato sulla giacca, mentre le spille di grado sono indossate sul colletto della sottotunica. I pantaloni sono neri. Star Trek - L'insurrezione introduce a sua volta una nuova uniforme, composta da una giacca bianca e pantaloni neri entrambi con finiture dorate, una tunica grigia a coste (tunica bianca per ufficiali di bandiera e capitani) e insegne di grado sul colletto della tunica con il combadge indossato nella consueta posizione sulla giacca. A differenza della divisa precedente, era dello stesso colore indipendentemente dalla divisione di chi la indossava, ad eccezione delle bande colorate sulla parte inferiore delle maniche come l'uniforme standard. Appare anche nell'episodio Inter Arma Enim Silent Leges. I capitani avevano anche la possibilità di un giubbotto dell'uniforme più casual dello stesso design di base, sebbene il grigio viola si estendesse molto più in basso.
Come raffigurato ne L'insurrezione, è stata mostrata l'uniforme di servizio di un nuovo ammiraglio, simile a quella indossata dagli ufficiali, e tuttavia contenente pennarelli per distinguerla dall'ordinario. Le strisce sui polsini della giacca sono larghe il doppio di quelle sulla giacca dell'ufficiale e mostrano le insegne del grado dell'ammiraglio. La giacca ha anche bordi dorati. Inoltre, l'uniforme dell'ammiraglio incorpora una cintura, la cui fibbia è un semplice rettangolo d'oro, come si vede spesso in Deep Space Nine, o un ovale d'oro con l'immagine del sigillo della Federazione Unita dei Pianeti, come nel caso dell'ammiraglio Dougherty ne L'insurrezione.

### Lower Decks
Una nuova uniforme viene introdotta nella serie di cartoni animati Star Trek: Lower Decks nei primi anni 2380. Questa uniforme è molto simile alla versione prototipata per Generazioni, ma presenta lievi alterazioni come una fascia bianca tra l'area delle spalle e il corpo; un distintivo semplificato con solo le insegne a punta di freccia della Flotta Stellare; un davanti a tunica a V; e bande colorate nella parte superiore degli stivali corrispondenti al colore della divisione, riecheggiavano nelle suole degli stivali. I colori della divisione seguono ancora lo schema The Next Generation, sebbene la divisione scientifica sia ora blu cielo anziché blu-verde. Questa uniforme è esplicitamente indossata in contemporanea alla successiva uniforme Deep Space Nine/Primo contatto.

### Uniforme accessoria
Il personale della Flotta Stellare che combatte in battaglie di terra appare negli episodi di Deep Space Nine Eroe per caso e L'assedio della AR-558. Indossano uniformi nere di un pezzo con strisce di divisione sul petto.

### Linee temporali alternative
Nell'episodio di The Next Generation Ieri, oggi e domani, una sequenza temporale alternativa mostrava un'uniforme con la maglietta a colori (comprese le spalle). Sono stati usati gli stessi colori e le insegne del grado sarebbero state mostrate sopra il petto destro su una linea nera che tagliava l'area delle spalle. Queste uniformi sarebbero apparse anche nell'episodio Il visitatore di Deep Space Nine e Fine del gioco di  Voyager. Questi episodi includevano anche un nuovo design combadge in cui la freccia della flotta stellare era solo un contorno circondato da due barre verticali dorate. Questo distintivo è stato indossato anche da Geordi La Forge nell'episodio Senza tempo di  Voyager, ma sull'uniforme grigia sulle spalle usata negli ultimi tre film The Next Generation e gli episodi successivi di Deep Space Nine.
L'episodio Universi paralleli di The Next Generation utilizzava un design combadge alternativo in cui il grado era indicato dal numero di barre dietro la punta della freccia .
Variazioni nelle uniformi e nelle insegne vengono occasionalmente utilizzate come espedienti della trama nelle varie serie. Nell'episodio Futuro imperfetto, le insegne sono leggermente alterate in modo da convincere un personaggio che sono passati 16 anni. Nell'episodio Universi paralleli, variazioni di uniformi e insegne suggeriscono un incontro di personaggi di diversi universi paralleli.

## Era prequel

### Enterprise

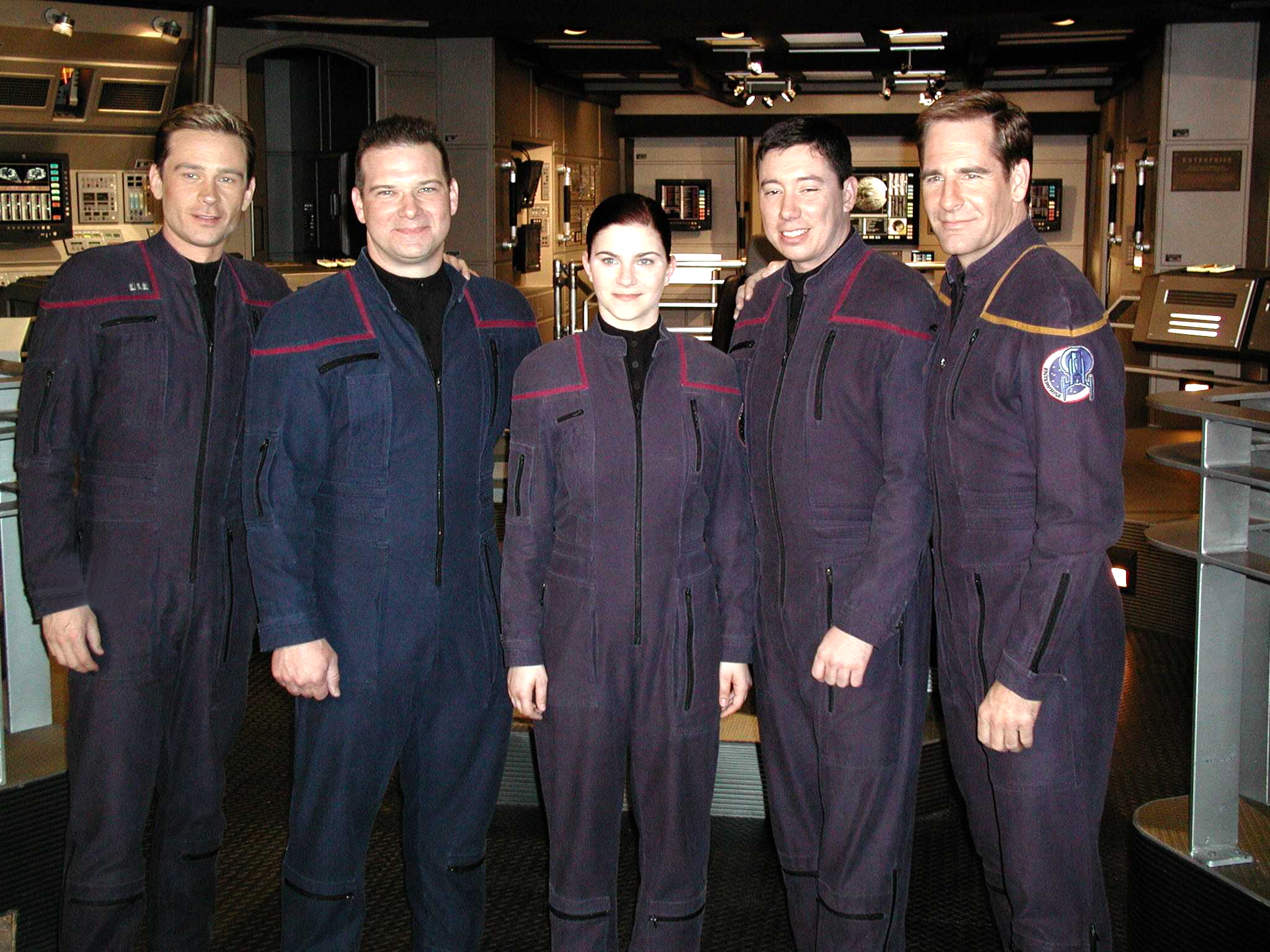
"Marinai dell'anno 2001" con le uniformi di Enterprise con i membri del cast. Foto concessa dall'US Navy

In Enterprise, ufficiali sul campo e membri dell'equipaggio indossano uniformi di servizio composte da una maglietta scura a maniche lunghe e una tuta blu con bordini colorati intorno alle spalle e, occasionalmente, berretti da baseball. C'è anche un'uniforme del deserto con pantaloni color cachi e camicia bianca. Entrambe le uniformi hanno una toppa della United Earth Starfleet (con l'emblema stilizzato della punta di freccia) sulla parte superiore del braccio destro e una toppa sul braccio sinistro che indica la nave su cui sta servendo. Enterprise, ambientato prima di tutte le altre incarnazioni, non includeva personaggi che ricoprono i gradi di tenente comandante o tenente junior. L'ammiraglio di grado più alto visto indossa due set di distintivi a tre semi.
I colori della divisione seguono lo schema originale visto nella serie classica, con ufficiali di comando e controllo di volo che indossano bordini dorati, ufficiali di ingegneria, comunicazioni e sicurezza che indossano bordini rossi e ufficiali medici e scientifici (compresi i linguisti) che indossano bordini blu. Per tutta la serie, uomini e donne indossano lo stesso tipo di uniforme. A differenza delle divise delle altre serie, le divise standard di Enterprise includono tasche con zip e la maglietta è abbottonata al collo, mentre Gene Roddenberry aveva esplicitamente proibito dispositivi come bottoni e cerniere sulle divise della Flotta Stellare, credendo che sarebbero stati obsoleti in futuro, il designer Bob Blackman li ha usati consapevolmente come un modo per uscire con la serie, il che implica che le chiusure immaginate da Roddenberry non erano ancora state inventate. Lackman ha descritto le tute come "più simili a una tuta di volo della NASA" rispetto ai precedenti costumi della Flotta Stellare, e gli attori di altre serie di Star Trek invidiavano gli abiti degli attori di Enterprise molto più comodi e convenzionali.
In alcune occasioni, i personaggi di Enterprise indossano una divisa simile alla tuta blu, decorata con lo stesso motivo di piping colorato, ma priva delle tasche con zip e abbinata a una canottiera bianca a maniche lunghe e, a volte a seconda del grado, una frac bianca.
I distintivi di grado sulle divise di servizio sono indossate solo sul lato destro delle spalle, ma le insegne di grado sulle divise sono indossate su entrambi i lati.
Inoltre, ci sono due diversi tipi di giubbotti da campo indossati durante le missioni in trasferta. Hanno tasche con cerniera e piping dello stesso colore delle tute, oltre a indumenti per il freddo, tute pressurizzate, tute spaziali, un sottotuta per veicoli elettrici e un indumento intimo blu reale con lievi differenze sugli indumenti maschili e femminili.
Durante la serie, T'Pol non viene quasi mai vista indossare l'uniforme standard sebbene sia un ufficiale incaricato della Flotta Stellare nonché il Primo Ufficiale della nave. Le uniche volte in cui indossa l'uniforme è nell'episodio Il crepuscolo del tempo (con una linea temporale alternativa) e brevemente (come travestimento) in Il nido.

### Discovery
Nella serie Star Trek: Discovery del 2017, ambientato dieci anni prima della serie originale e successivamente nel XXXII secolo, l'uniforme ha subìto un'altra riprogettazione. Come il suo predecessore Enterprise, veniva indossata un'uniforme blu, con una combinazione camicia-pantaloni con un colletto singolo sul lato sinistro. Una grande cerniera chiude la parte anteriore della maglietta e anche le tasche dei pantaloni hanno cerniere. Motivi ripetuti di minuscole insegne delta correvano lungo i lati delle uniformi, i cui colori denotavano la divisione di chi li indossava. La classica combinazione giallo, blu e rosso è stata evitata a favore dell'oro, dell'argento, del rame e del bianco rispettivamente per il comando, le scienze, le operazioni e la medicina: queste ultime due sezioni sono parzialmente separate, in quanto il personale medico e infermieristico portava divise bianche invece che argento, mentre il combadge della sezione medica era color argento come la sezione scientifica ma con un simbolo differente (una croce). I gradi erano incorporati nel delta della Flotta Stellare, con all'interno dei pallini per indicarlo; per gli ammiragli il Delta era circondato da una "corona d'alloro", con le foglie che si riempivano man mano che il rango saliva, da commodoro ad ammiraglio di flotta; v'erano inoltre strisce dorate sulle spalle per i capitani e strisce sulle spalle più segni dorati sempre sulle spalle per gli ammiragli.
Le divise del XXXII secolo richiamano i colori di The Next Generation, con al posto della maglia superiore una giacca, grigia nella terza stagione (con una banda verticale del colore del settore di appartenenza), del colore del settore di appartenenza nella quarta. Il solo capitano, oltre al grado sul combadge, aveva delle fasce perpendicolari sulle spalle e una sul colletto con quattro pallini. Gli ammiragli avevano, oltre al combadge, delle strisce parallele alle spalle con delle striscette a numero variabile per indicare il rango (da commodoro ad ammiraglio di flotta) e il colletto come i capitani, ma con i pallini argento. Il combadge era ellissoidale con all'interno il Delta, e i gradi venivano indicati da delle "spunte" sul lato dell'ellisse (sotto il Delta era presente una "parabola": argento per gli ufficiali, oro per gli ammiragli).
In entrambi i secoli venivano usati degli stivali, più massicci e "militareschi" nel XXXII.

### Strange New Worlds
Nella serie, ambientata nel decennio precedente a quello della serie originale, i colori rispecchiano quest'ultima serie (giallo comando; blu scienze; rosso operazioni), mentre i gradi hanno subìto una parziale rivisitazione rispetto alla serie originale: mentre il capitano ha la stessa insegna vista nella serie originale (due strisce grosse con una fine nel mezzo, anche se nella serie originale la striscia fine era in realtà una grossa spezzettata), i gradi inferiori – probabilmente per un errore della produzione – hanno subìto una "scalata verso il basso": il comandante non è mai raffigurato, il tenente comandante ha due strisce grosse (nella serie originale li aveva il comandante), il tenente una grossa e una fine (nella serie originale li aveva il ten. comandante, sempre con la striscia grossa spezzettata al posto di quella fine), il tenente junior una grossa (nella serie originale l'aveva il tenente), il guardiamarina nessuna. Essendo la serie cronologicamente contemporanea a Discovery, v'è una notevole differenza fra le uniformi delle due serie: il capitano Pike, nell'episodio Fratello, afferma che quelle della USS Enterprise (NCC-1701) erano le nuove uniformi, facendo intendere che quelle della USS Discovery fossero state usate nell'arco di tempo fra Enterprise e, appunto, Discovery (prima metà del XXIII secolo).

## Kelvin timeline
La serie di Star Trek cinematografica di J. J. Abrams è ambientata in un universo alternativo chiamato Kelvin Timeline.

### Star Trek(film 2009)
Il film del 2009 Star Trek presenta uniformi che ricordano la serie televisiva originale ma con alcune modifiche estetiche. Il badge (già il logo dell'intera Flotta Stellare invece che specifico dell'Enterprise) ora è una spilla anziché essere cucita ed è disponibile in metallo argentato per gli ufficiali e in metallo dorato per gli ammiragli. I top sono ora a due strati: una sovracamicia colorata a collo ampio (oro, blu o rossa come nella serie originale) con motivo trapuntato e orlo colorato dal collo all'ascella, e una canottiera, che imita visivamente il colletto nero del design originale della serie classica. La sovra-camicia ha la forma del distintivo delta della divisione stampata sul tessuto che fornisce un aspetto strutturato. Il grado, come per la serie originale (ma con una fascia fine al posto della tratteggiata), è indicato fasce di stoffa metallica argento indossate sopra i polsini della sovracamicia: il capitano aveva due barre grosse con al centro una fine, il comandante due grosse, il tenente comandante una grossa e una fine, il tenente una grossa, e così via. Il guardiamarina non aveva indicato alcunché. L'unico ammiraglio, Pike, aveva una barra grossa e tre fini, ma dorate.
Come nella serie originale, le ufficiali indossano abiti, alcuni con maniche corte (visto sulla tenente Uhura), altri con maniche lunghe (come visto su alcune comparse sullo sfondo). Inoltre, è possibile vedere un certo numero di donne a bordo che indossano la maglia a maniche lunghe e l'uniforme dei pantaloni simili a quelle indossate in The Cage. A differenza di altri Trek, questa uniforme viene indossata solo a bordo delle navi stellari – altro personale indossa uniformi nere intere dall'aspetto molto più "militare". In un cambiamento inspiegabile rispetto alle serie precedenti, molte donne membri dell'equipaggio indossano lo smalto per unghie (Uhura indossa lo smalto nero, mentre molte comparse indossano il rosso).
Le uniformi per i cadetti e il personale dell'accademia sono cremisi, mentre gli ufficiali di bandiera (capitani di flotta e ammiragli) usano un'uniforme grigia con una parte anteriore bianca di falso piastrone. I gradi sono simili a quelli in Star Trek (film 1979), dichiarato dal designer Michael Kaplan nel libro Star Trek: The Art of the Film come un deliberato omaggio al film. Il grado è indicato anche da uno a cinque "semi" in metallo argentato a forma di diamante accoppiati indossati sulle spalline della tunica, argentati per gli ufficiali e dorati per gli ammiragli.

### Into Darkness
Le divise del secondo film di Star Trek di J. J. Abrams sono state ulteriormente sviluppate. L'uniforme formale per gli ufficiali della Flotta Stellare a terra ha un colore grigio medio e uno stile simile alle divise rosse indossate dai cadetti dell'Accademia nel primo film. Una tuta uniforme più informale viene indossata in vari punti da diversi personaggi (tra cui Kirk e Scotty). Queste tute hanno il collo alto e sono realizzate in un tessuto grigio scuro, con triangoli di plastica trasparente alle clavicole che mostrano il colore della normale camicia dell'uniforme dell'ufficiale sotto.
Il personale della USS Vengeance indossa un'uniforme di servizio diversa dalla norma. Si compone di pantaloni e canottiera neri, con una sovracamicia blu trapuntata con maniche lunghe nere e spalline di stoffa nere. Potrebbe trattarsi dell'uniforme di una società di sicurezza armata privata o di un appaltatore militare assunta da Marcus attraverso la Sezione 31 o l'uniforme di servizio per Sezione 31 stessa (il blu indica la sua ala Ricerca e sviluppo). Il grado dell'ammiraglio Marcus su questa uniforme è indicato da un'ampia fascia d'argento sopra una stretta fascia d'argento e sotto due strette fasce d'argento sul polsino.
Il grado di ammiraglio (come è visibile sull'ammiraglio Alexander Marcus) è indicato da uno a cinque "semi" in metallo dorato a forma di diamante accoppiati indossati sulle spalline della tunica dell'ufficiale di bandiera. Marcus è descritto come un "ammiraglio di flotta" (di solito equivalente a un grado militare a cinque stelle della NATO) e indossa cinque semi dorati accoppiati sulle spalle. Ci sono altri gradi menzionati nei film (a Kirk stesso viene offerto il grado di vice-ammiraglio nel successivo Star Trek Beyond). Se lo schema dei gradi è simile ai gradi della NATO, sarebbero: commodoro un pip d'oro accoppiato, contrammiraglio (in inglese: rear admiral) due, vice-ammiraglio tre, ammiraglio quattro e ammiraglio di flotta cinque. Gli ufficiali, a parte le strisce sul polsino, hanno dei semi argentati (da uno per il guardiamarina a quattro per il capitano) sulle spalle.

## Altre pubblicazioni
Alcune pubblicazioni Star Trek con licenza presentano alcuni distintivi che contraddicono quelle mostrate sullo schermo o in altre pubblicazioni. Ad esempio, la seconda e la terza edizione di The Star Trek Encyclopedia offrono insegne diverse per vari gradi della Flotta Stellare. Inoltre, alcune pubblicazioni di Star Trek, comprese quelle con licenza ufficiale, postulano ranghi aggiuntivi che non vengono visti o menzionati nelle produzioni live-action.

#### Annotazioni
1. 1 2 3  Il grado di commodoro è oggi presente solo nella Royal Navy; nelle altre marine è stato soppiantato da quello di Read Admiral lower half, ossia letteralmente "retro ammiraglio metà inferiore". Nelle vecchie marine il commodoro non era un ufficiale di bandiera ma un capitano al comando di una piccola flotta (in Star Trek questo è il compito del capitano di flotta[2]). In Star Trek il commodoro è a tutti gli effetti un ufficiale di bandiera (ammiraglio a una stella).[3]
2. ↑  A partire dal XXIV secolo, il simbolo era integrato nel combadge.
3. ↑  Raffigurazione stilizzata di un pianeta e del suo equatore.
4. 1 2  Viene appellato semplicemente così l'ufficiale che riceve l'incarico di Capo di stato maggiore della difesa.
5. ↑  Chiamato nella US Navy Rear Admiral upper half ("Retro ammiraglio metà superiore").
6. ↑  Un esempio fu Pike, promosso a capitano di flotta quando l'Enterprise è stata data a Kirk. A Carol Freeman viene proposta la promozione per assumere il comando delle navi di classe Texas.[2]
7. ↑  Ad esempio, sull'Enterprise D, questo ruolo può essere ricoperto, a parte dagli ufficiali di plancia, solo dalla dottoressa Crusher, che ha il rango di comandante; la consigliera Deanna Troi, pur essendo una tenente comandante, non era una ufficiale di plancia (che hanno invece precisi ruoli esecutivi), e ha dovuto sostenere l'esame per essere promossa e poter comandare così il vascello nei casi specificati (in particolare nel turno notturno).[5]
8. ↑  Alcuni comandanti (come Scott) venivano eccezionalmente promossi al grado di capitano per meriti di carriera e/o decorativi senza dar loro un vascello a comando. Venivano chiamati "capitani senza poltrona". Il capitano senza poltrona era facilmente riconoscibile perché non portava la divisa con il colore della sezione comando, bensì quella del suo settore di riferimento. Altro esempio è Worf: dopo le sue dimissioni da capitano dell'Enterprise E tornò a vestire i colori della sezione operazioni, pur mantenendo il grado.

#### Fonti
1. ↑  (EN) John Cooley, The Starfleet Insignia Explained, su Star Trek, CBS Entertainment, 29 luglio 2021.
2. 1 2  (EN) Star Trek's Commodore Vs. Fleet Captain: What's The Difference?, su ScreenRant, 5 giugno 2023.
3. ↑  (EN) Star Trek: What A Commodore Rank Means, su ScreenRant, 21 aprile 2023.
4. 1 2 3 4 5 6 7 8 9 10  (EN) Star Trek’s Ranks In Order: How Starfleet Officers Get Promoted, su ScreenRant, 3 settembre 2023. URL consultato il 10 agosto 2025.
5. ↑   Christopher Hatton (soggetto); Ronald D. Moore (sceneggiatura), Star Trek: The Next Generation: episodio 7x16, Radioattività [Thine Own Self], syndication, 14 febbraio 1994.
6. ↑  (EN) Gerald Gurian, Esposizione di Star Trek a Detroit - Uniforme del capitano Kirk della serie originale, su Star Trek prop, 8 marzo 2009. URL consultato il 1º maggio 2023.
7. ↑  (EN) Brian Steele and Chris Snellgrove, False Facts About Star Trek You Always Thought Were True, su Grunge. URL consultato il 1º maggio 2023.
8. ↑  (EN) Nichelle Nichols - Communications expert Uhura from Star Trek's Original series, su BBC. URL consultato il 1º maggio 2023 (archiviato dall'url originale il 28 giugno 2006).
9. ↑  (EN) Gerald Gurian, Intervista a Bill Theiss Lost, su Star Trek prop, 4 maggio 2008. URL consultato il 1º maggio 2023.
10. ↑  (EN) Gerald Gurian, Special Photostudio Star Trek TOS Command Tunica, su Star Trek prop, 17 maggio 2008. URL consultato il 1º maggio 2023.
11. ↑   Gene Roddenberry, Serie classica: episodio 1x0, Lo zoo di Talos [The Cage], NBC, 4 ottobre 1988.
12. ↑    Samuel A. Peeples, Serie classica: episodio 1x3, Oltre la galassia [Where No Man Has Gone Before], 22 settembre 1966.
13. ↑   Judith Reeves-Stevens e Garfield Reeves-Stevens, Star Trek, Phase II: The Lost Series, New York, Pocket Books, 1997, ISBN 9780671568399.
14. ↑   Susan Sackett, The Making of Star Trek, New York, Pocket Books, 1980, ISBN 978-0-671-79109-4.
15. ↑   Trimble, Bjo., On the good ship Enterprise : my 15 years with Star Trek, Norfolk, Donning, 1982,  p. 264, ISBN 0-89865-253-7, OCLC 8588232.
16. 1 2 3   Michael Okuda e Denise Okuda, The Star Trek Encyclopedia: A Reference Guide to the Future, Aggiornato e ampliato, New York, Libri tascabili, 1999, ISBN 0-671-03475-8.
17. ↑   Trent Christopher Ganino e Eric A. Stillwell (soggetto); Ira Steven Behr, Richard Manning, Hans Beimler e Ronald D. Moore (sceneggiatura), Star Trek: The Next Generation: episodio 3x15, L'Enterprise del passato [Yesterday's Enterprise], syndication, 19 febbraio 1990.
18. ↑   Hilary J. Bader, Star Trek: The Next Generation: episodio 7x7, La porta chiusa [Dark Page], syndication, 1º novembre 1993.
19. ↑   Ronald D. Moore, Star Trek: The Next Generation: episodio 4x2, Famiglia [Family], syndication, 1º ottobre 1990.
20. ↑   Shari Goodhartz, T. Michael Gray e Pamela Gray(soggetto), Pamela Gray e Jeri Taylor (sceneggiatura), Star Trek: The Next Generation: episodio 5x12, Violenze mentali [Violations], syndication, 3 febbraio 1992.
21. ↑   D.C. Fontana e Gene Roddenberry, Star Trek: The Next Generation: episodio 1x1, Incontro a Farpoint (prima parte) [Encounter at Farpoint: Part 1], syndication, 28 settembre 1987.
22. ↑   Star Trek: TNG: Una storia orale, 25 settembre 2007. URL consultato il 7 maggio 2011 (archiviato dall'url originale il 7 giugno 2011).
23. 1 2   BBC Two - Star Trek, su bbc.co.uk, 25 agosto 2007. URL consultato il 10 marzo 2015.
24. ↑   Nuovi costumi cinematografici pianificati, in Star Trek Monthly, Riviste Titan, giugno 1996,  p. 7.
25. ↑   Robert Hewitt Wolfe e Ira Steven Behr, Star Trek: Deep Space Nine: episodio 5x14, All'ombra del Purgatorio [In Purgatory's Shadow], syndication, 10 febbraio 1997.
26. ↑   Ira Steven Behr e Robert Hewitt Wolfe, Star Trek: Deep Space Nine: Alla luce dell'Inferno [By Inferno's Light], 5, syndication, 17 febbraio 1997.
27. ↑   Robert Hewitt Wolfe, Star Trek: Deep Space Nine: episodio 7x13, Campo di tiro [Field of Fire], syndication, 10 febbraio 1999.
28. ↑   Ira Steven Behr e Hans Beimler, Star Trek: Deep Space Nine: episodio 7x26, Quel che si lascia [What You Leave Behind], syndication, 2 giugno 1999.
29. ↑   Maria Jose e John Tenuto, Collecting Trek: Toys, Cards & More raffiguranti scene eliminate, su startrek.com, Star Trek.com, 23 dicembre 2013. URL consultato il 25 dicembre 2013.
30. ↑   Bryan Fuller (soggetto), Bryan Fuller e Nick Sagan (sceneggiatura), Star Trek: Voyager: episodio 5x18, Rotta verso l'oblio [Course: Oblivion], UPN, 3 marzo 1999.
31. ↑   Brannon Braga (soggetto); Michael Taylor (sceneggiatura), Star Trek: Voyager: episodio 5x22, Qualcuno che vegli su di me [Someone to Watch Over Me], UPN, 28 aprile 1999.
32. ↑   Mike Wollaeger e Jessica Scott (soggetto), Mike Wollaeger, Jessica Scott, Bryan Fuller e Michael Taylor (sceneggiatura), Star Trek: Voyager: episodio 6x8, Un piccolo passo [One Small Step], UPN, 17 novembre 1999.
33. ↑   Ronald Wilkerson (soggetto); Robert Doherty (sceneggiatura), Star Trek: Voyager: episodio 6x18, Cenere alla cenere [Ashes to Ashes], UPN, 1º marzo 2000.
34. ↑  (EN) Star Trek: 10 Hidden Details About The Voyager Costumes You Didn't Notice, su screenrant.com, 11 settembre 2019. URL consultato il 6 febbraio 2022.
35. ↑   Rick Berman, Brannon Braga e Joe Menosky (soggetto); Brannon Braga e Joe Menosky (sceneggiatura), Star Trek: Voyager: episodio 5x24, Equinox (prima parte), UPN, 26 maggio 1999.
36. ↑   Star Trek Voyager - La quarta stagione completa, Paramount, 28 settembre 2004.
37. 1 2   Brannon Braga, Joe Menosky, Rick Berman, Star Trek: Voyager: episodio 4x23, Testimone oculare [Living Witness], UPN, 29 aprile 1998.
38. ↑   L.J. Strom e Hans Beimler, Star Trek: Deep Space Nine: episodio 5x10, Estasi [Rapture], syndication, 30 dicembre 1996.
39. ↑   Star Trek Timeless, su startrek.com, 18 novembre 1998. URL consultato il 23 gennaio 2013 (archiviato dall'url originale il 12 luglio 2010).
40. ↑   Bob Blackman on uniforms in Enterprise, su bbc.co.uk, BBC. URL consultato il 31 dicembre 2006.
41. ↑   Garret Wang - Voyager's ever-dependable Ensign Harry Kim, su bbc.co.uk, BBC. URL consultato il 7 maggio 2011.
42. ↑   Jonathan Frakes - The Next Generation's Number One, Will Riker, and Trek director, su bbc.co.uk, BBC. URL consultato il 7 maggio 2011.
43. ↑   Aaron Harvey, A Close-Up Look At ‘Star Trek: Discovery’ Uniforms [INFOGRAPHIC], su TrekMovie.com, 22 giugno 2017. URL consultato il 28 agosto 2017.
44. ↑   Michael Okuda, Denise Okuda e Debbie Mirek, The Star Trek Encyclopedia, Pocket Books/Star Trek, 17 maggio 2011, ISBN 978-1-4516-4688-7. URL consultato il 6 maggio 2013. Images accessible at  Rank Comparison, in Spike's Star Trek Page Rank Chart. URL consultato il 26 dicembre 2006.